# Bernardo di Montmirat
Bernardo di Montmirat, noto anche come Abbas antiquus (Montmirat, ... – ...; fl. 1261-1275), è stato un abate e scrittore francese, tra il 1266 e il 1286 abate dell'Abbazia di Montmajour.
Tra il 1261 e il 1275 scrisse un apparato alle Decretali di Gregorio IX e le Distinctiones.
È chiamato anche Abbas antiquus in contrapposizione a Niccolò Tedeschi, noto come Abbas modernus, poiché, fino a poco tempo fa, era sconosciuta la sua vera identità.